# کوملاوی لوگلو
کوملاوی لوگلو (انگلیسی: Komlavi Loglo؛ زادهٔ ۳۰ دسامبر ۱۹۸۴) یک تنیس‌باز اهل توگو است.